# Vadsø kommun
Vadsø kommun (norska: Vadsø kommune, nordsamiska: Čáhcesuolu gielda, kvänska: Vesisaaren komuuni) är en kommun i Finnmark fylke i norra Norge. Kommunen omfattar södra delen av Varangerhalvön.
Längs Varangerfjordens kust ligger från väster till öster orterna Vestre Jakobselv (kvänska: Annijoki), Kariel (kvänska: Karieli), Vadsø (kvänska: Vesisaari), Kiby (kvänska: Kyyppi), Golnes (kvänska: Kullaselva), Ekkerøya (kvänska: Ekreija), Krampenes (kvänska: Kramppinen) och Skallelv (kvänska: Kallijoki).

## Administrativ historik
Vadsø kommun bildades på 1830-talet, samtidigt med flertalet andra norska kommuner. 1839 delades Vadsø kommun och Nesseby kommun bildades för att åter slås ihop 1858. En ny delning genomfördes 1858 då Sør-Varangers kommun bildades och 1864 bildades Nesseby kommun igen. 1894 delades kommunen åter och Nord-Varangers kommun bildades för att åter slås samman 1964.

## Kommunikationer
Vadsø flygplats i Kiby har omkring 70.000 passagerare årligen. Staden Vadsö anlöps av Hurtigruten. Europaväg 75 passerar genom staden och kommunen. Lokaltidningen "Dagbladet Finnmarken" har omkring 7.600 abonnenter.

## Tätorter
I Vadsø kommun finns två tätorter:
- Vadsø (centralort)
- Vestre Jakobselv

### Vadsø
Staden Vadsø är centralort i kommunen och även residensstad för Finnmark fylke. Orten har omkring 5.000 invånare, av dessa är 18% invandrare Fiske, och dess kringnäringar, fylkes- och kommunal verksamhet tillsammans med service, är huvudnäringar.

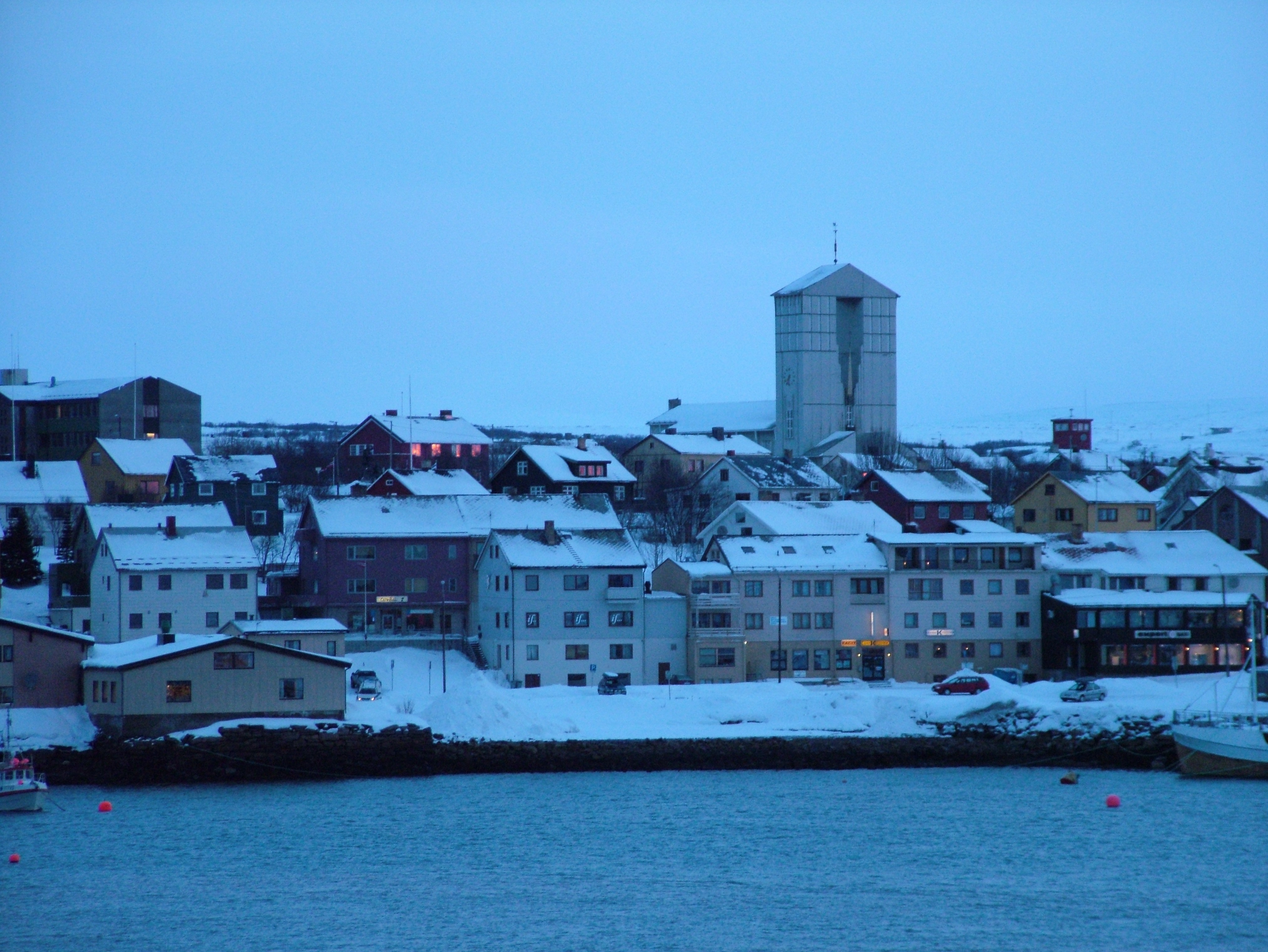
Vadsø i februari, kyrkan i bakgrunden.

### Vestre Jakobselv
Vestre Jakobselv (kvänska: Annijoki) är den näst största orten i kommunen med omkring 550 invånare och är ett tidigare fiskeläge som ligger omkring 20 kilometer väster om Vadsø, där Jakobselva rinner ut i havet. Älven är omtyckt av fiskare, och är speciellt rik på lax.

## Socknar
Inom Norska kyrkan motsvaras Vadsø kommun av Vadsø socken i Varangers prosteri i Nord-Hålogalands stift.